# اس‌اس برگندیر
اس‌اس برگندیر (به انگلیسی: SS Burgondier) یک زیردریایی بود که طول آن ۴۰۰٫۱ فوت (۱۲۲٫۰ متر) بود. این زیردریایی در سال ۱۹۱۸ ساخته شد.